# ×Niduregelia lyman-smithii
Niduregelia lyman-smithii là một loài thực vật có hoa trong họ Bromeliaceae. Loài này được (Leme) Leme mô tả khoa học đầu tiên năm 2000.